# Laronius
Laronius is een geslacht van spinnen uit de familie bodemjachtspinnen (Gnaphosidae).

## Soorten
De volgende soorten zijn bij het geslacht ingedeeld:
- Laronius erewan Platnick & Deeleman-Reinhold, 2001